# Syngenes dolichocercus
Syngenes dolichocercus là một loài côn trùng trong họ Myrmeleontidae thuộc bộ Neuroptera. Loài này được Navás miêu tả năm 1914.